# Appoigny
Appoigny és un municipi francès, situat al departament del Yonne i a la regió de Borgonya - Franc Comtat. L'any 2007 tenia 3.105 habitants.

## Demografia

### Població
El 2007 la població de fet d'Appoigny era de 3.105 persones. Hi havia 1.241 famílies, de les quals 311 eren unipersonals (139 homes vivint sols i 172 dones vivint soles), 459 parelles sense fills, 407 parelles amb fills i 64 famílies monoparentals amb fills.
La població ha evolucionat segons el següent gràfic:
Habitants censats

### Habitatges
El 2007 hi havia 1.426 habitatges, 1.263 eren l'habitatge principal de la família, 87 eren segones residències i 76 estaven desocupats. 1.312 eren cases i 82 eren apartaments. Dels 1.263 habitatges principals, 935 estaven ocupats pels seus propietaris, 296 estaven llogats i ocupats pels llogaters i 32 estaven cedits a títol gratuït; 17 tenien una cambra, 82 en tenien dues, 242 en tenien tres, 356 en tenien quatre i 566 en tenien cinc o més. 948 habitatges disposaven pel capbaix d'una plaça de pàrquing. A 578 habitatges hi havia un automòbil i a 581 n'hi havia dos o més.

### Piràmide de població
La piràmide de població per edats i sexe el 2009 era:
| Homes | Edats   | Dones |
| ----- | ------- | ----- |
| 0     | 95 o +  | 0     |
| 0     | 90 a 94 | 12    |
| 12    | 85 a 89 | 36    |
| 12    | 80 a 84 | 12    |
| 56    | 75 a 79 | 44    |
| 44    | 70 a 74 | 76    |
| 56    | 65 a 69 | 64    |
| 80    | 60 a 64 | 56    |
| 64    | 55 a 59 | 72    |
| 160   | 50 a 54 | 108   |
| 112   | 45 a 49 | 100   |
| 116   | 40 a 44 | 132   |
| 100   | 35 a 39 | 140   |
| 120   | 30 a 34 | 104   |
| 100   | 25 a 29 | 112   |
| 81    | 20 a 24 | 52    |
| 84    | 15 a 19 | 92    |
| 132   | 10 a 14 | 112   |
| 124   | 5 a 9   | 104   |
| 60    | 0 a 4   | 60    |

## Economia
El 2007 la població en edat de treballar era de 1.977 persones, 1.524 eren actives i 453 eren inactives. De les 1.524 persones actives 1.401 estaven ocupades (723 homes i 678 dones) i 123 estaven aturades (67 homes i 56 dones). De les 453 persones inactives 170 estaven jubilades, 149 estaven estudiant i 134 estaven classificades com a «altres inactius».

### Ingressos
El 2009 a Appoigny hi havia 1.294 unitats fiscals que integraven 3.153 persones, la mediana anual d'ingressos fiscals per persona era de 19.357 €.

### Activitats econòmiques
Dels 211 establiments que hi havia el 2007, 1 era d'una empresa extractiva, 5 d'empreses alimentàries, 2 d'empreses de fabricació de material elèctric, 7 d'empreses de fabricació d'altres productes industrials, 32 d'empreses de construcció, 62 d'empreses de comerç i reparació d'automòbils, 13 d'empreses de transport, 14 d'empreses d'hostatgeria i restauració, 3 d'empreses d'informació i comunicació, 6 d'empreses financeres, 12 d'empreses immobiliàries, 22 d'empreses de serveis, 21 d'entitats de l'administració pública i 11 d'empreses classificades com a «altres activitats de serveis».
Dels 47 establiments de servei als particulars que hi havia el 2009, 1 era una oficina de correu, 2 oficines bancàries, 6 tallers de reparació d'automòbils i de material agrícola, 1 autoescola, 6 paletes, 4 guixaires pintors, 5 fusteries, 3 lampisteries, 4 electricistes, 1 empresa de construcció, 3 perruqueries, 1 veterinari, 6 restaurants, 2 agències immobiliàries i 2 salons de bellesa.
Dels 20 establiments comercials que hi havia el 2009, 1 era un hipermercat, 2 grans superfícies de material de bricolatge, 1 una botiga de més de 120 m², 3 fleques, 2 carnisseries, 1 una carnisseria, 1 una peixateria, 2 botigues de roba, 1 una botiga de roba, 1 una sabateria, 1 una botiga d'electrodomèstics, 1 una botiga de mobles, 2 drogueries i 1 una joieria.
L'any 2000 a Appoigny hi havia 11 explotacions agrícoles que ocupaven un total de 480 hectàrees.

## Equipaments sanitaris i escolars
El 2009 hi havia 1 psiquiàtric, 1 farmàcia i 1 ambulància.
El 2009 hi havia 1 escola maternal i 1 escola elemental.

## Poblacions més properes
El següent diagrama mostra les poblacions més properes.